# Prapimporn Karnchanda
Prapimporn Karnchanda nebo Prapimporn Kanjunda (thajsky  ประพิมพ์พร กาญจันดา) je thajská filmová herečka, kaskadérka a mistryně bojového umění.

## Životopis
Zahrála si hlavní role v několika thajských filmech. Do širšího povědomí diváků se zapsala především vedlejší rolí v mezinárodní koprodukci Krvežíznivé opice po boku F. Murraye Abrahama. Ve filmu režiséra Luca Bessona, The Lady, již patřila mezi hlavní charaktery a ztvárnila postavu Chin Ťij, matku Su Ťij. Vedle herectví pracuje jako kouč v JAIKA Stunts Team. Od října 2012 je vdaná, jejím manželem je Akaradach Boonpeng, pracující jako učitel na prestižním Suankularb College v Bangkoku.

## Filmografie
- 2004: Night Falcon
- 2006: Bat Hunter jako Pim
- 2007: Krvežíznivé opice jako Chenne
- 2008: The King Cobra jako Ying Narinthorn[3]
- 2011: The Lady jako Do Chin Ťij ve věku 30 let
- 2013: Boy Golden: Shoot to Kill, the Arturo Porcuna Story jako Nanette